# Pasaporte interno

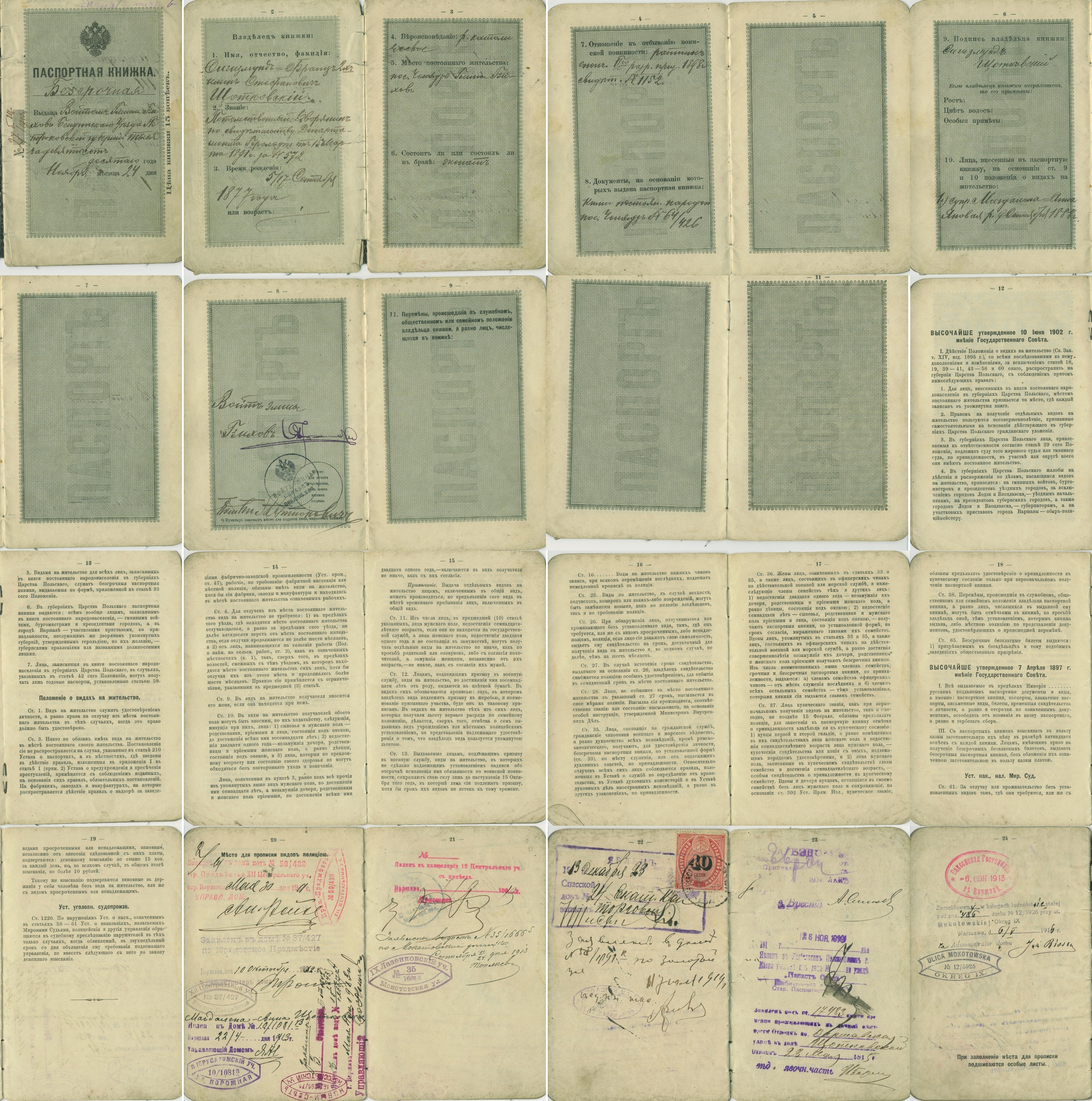
Páginas de un pasaporte interno, emitido en 1910 en el Imperio ruso.

El pasaporte interno es un documento de identidad que puede ser empleado o no por un país para controlar y monitorizar el movimiento interno y el lugar de residencia de sus habitantes. Los pasaportes internos fueron empleados por el Imperio ruso, la Unión Soviética y sus estados sucesores, Francia, los Estados Confederados de América, el Imperio otomano, Sudáfrica durante el apartheid y otros países. Entre los países que todavía tienen pasaportes internos figuran China, Irak, Rusia y Ucrania (hasta 2016).
Cuando los pasaportes aparecieron por primera vez, no había una distinción clara entre los pasaportes internos y los pasaportes internacionales. Más tarde, algunos países desarrollaron complejos sistemas de pasaportes para varios propósitos y diversos grupos de poblaciones. El uso de los pasaportes internos incluía restringir a los ciudadanos de un estado subdividido a obtener empleo en su propia región (evitando su migración a ciudades o regiones más prósperas), registrar la pertenencia étnica de sus ciudadanos para aplicar la segregación racial y controlar el acceso a ubicaciones estratégicas o ciudades cerradas.
Los países que todavía tienen pasaportes internos como parte de su herencia burocrática, no los utilizan para restringir el movimiento de las personas sino mayormente como documentos de identidad con formato de libreta.

## Implicaciones culturales
En muchos países, la palabra "pasaporte" solo es empleada en el idioma moderno para describir un documento emitido con el propósito de viajar al extranjero, que está sujeto a permiso discrecional. De allí la muy difundida creencia errónea que los pasaportes internos son necesariamente un instrumento de limitación discrecional de viaje y residencia en los países que los utilizan.
Por otra parte, en los países que anteriormente formaban parte de la Unión Soviética, la palabra "pasaporte" significa principalmente un documento de identidad, especialmente si tiene formato de libreta. Sin embargo, este nombre también se aplicó por analogía a documentos de identidad con otros formatos. Por ejemplo, el modelo propuesto para reemplazar a los anticuados pasaportes internos con formato de libreta por tarjetas de identidad de plástico en Ucrania, aún sigue llamando "pasaportes" a las segundas.

## Canadá
En 1885 se introdujo el "sistema de pase" en Canadá, para restringir y controlar el movimiento de cualquier nativo dentro de Canadá. Instituido durante la Rebelión del Noroeste, continuó siendo aplicado por 60 años a pesar de no tener sustento legal. Cualquier nativo que se hallase fuera de su reserva sin un pase emitido por un agente indio, era llevado de vuelta a esta o encarcelado.

## Estados Unidos
Los pasaportes internos fueron empleados en los Estados Confederados de América. También eran entregados a los negros libertos en los estados esclavistas antes de la Guerra de Secesión. Por ejemplo, un pasaporte interno auténtico, fechado en 1815, fue entregado al ciudadano de Massachusetts George Barker para permitirle viajar libremente como un negro liberto a fin de visitar a sus parientes en los estados esclavistas del Sur.

## Francia
En Francia, en el pasado, uno tenía que mostrar un pasaporte interno para poder mudarse a otra ciudad. Los ex presidiarios que habían efectuado trabajos forzados, incluso después de cumplir sus sentencias, tenían un pasaporte amarillo que los convertía en marginales. Un famoso portador del pasaporte amarillo es el ex presidiario Jean Valjean, protagonista de la novela Los miserables, de Victor Hugo.

### Libreta y cuaderno de circulación de viajeros
En Francia, la livret de circulation (libreta de circulación) y su variante, el carnet de circulation (cuaderno de circulación), entregados a personas sin domicilio fijo eran especialmente restrictivos e imponían obligaciones discriminatorias a los itinerantes.
A fines de 2012, al examinar un asunto prioritario de constitucionalidad, el Consejo Constitucional de la República Francesa puso fin al cuaderno de circulación, considerando que había dañado desproporcionadamente la libertad de circulación.

## Reino Unido
Los movimientos a favor de las libertades civiles en las democracias occidentales han relacionado algunas planificadas medidas antiterroristas como similares a la introducción de un pasaporte interno. Tim Lott escribía en el Evening Standard en diciembre de 2002, que la propuesta Tarjeta Británica de Identidad era un posible precursor de un pasaporte interno.

## República Popular de China
La República Popular de China mantiene un sistema de registro de residencia en China continental, conocido como hukou, por el cual es necesario el permiso del gobierno para que uno pueda cambiar formalmente su lugar de residencia. Es aplicado con tarjetas de identidad. Este sistema controló eficazmente la migración interna antes de la década de 1980, pero las posteriores reformas de mercado hicieron que colapse como un medio de control de la migración. Un estimado de 150 000 000 a 200 000 000 de personas son parte de la "corriente ciega" y han migrado sin autorización, generalmente desde zonas rurales empobrecidas, a zonas urbanas prósperas. Sin embargo, a los residentes no oficiales se les niega con frecuencia servicios estatales como la educación y la salud, a veces siendo sometidos a discriminación social y política.

## Sudáfrica
En Sudáfrica, las leyes de pases (especialmente la de 1952, que se aplicó hasta 1986) fueron un componente del sistema apartheid. Las leyes regulaban dónde, cuándo y por cuánto tiempo las personas podían permanecer fuera de su "tierra" - que, para muchas personas, no era su tierra, por lo que miles de nativos fueron obligados a mudarse de región. Estas leyes también obligaban a todos los sudafricanos negros mayores de 15 años a portar de forma permamente un libro de pase. Sin embargo, la legislación también obligaba a los ciudadanos de todas las razas que porten una libreta de identidad, que se parecía mucho a un pasaporte.

## Unión Soviética y sus estados sucesores
El sistema de pasaporte interno del Imperio ruso fue abandonado en 1917 después de la Revolución de Octubre, levantando la mayoría de las limitaciones sobre el movimiento interno a los obreros y campesinos en la Rusia soviética. Las libretas de empleo (véase Employment record book#Soviet Union and Russia) pasaron a ser los principales documentos de identidad.
En 1932 se reintrodujo el "régimen de pasaporte", con el propósito declarado de mejorar el registro de la población y "aliviar" las principales ciudades industriales y otras ubicaciones estratégicas de "kuláks ocultos y elementos políticos peligrosos" y "aquellos que no ejercían un trabajo de utilidad social". El proceso de "pasaportización" se desarrolló gradualmente, involucrando fábricas, ciudades grandes, medianas y pequeñas, asentamientos y áreas rurales, para finalmente volverse universal a mediados de la década de 1970.
Los pasaportes internos fueron empleados en la Unión Soviética para identificar a las personas con diversos propósitos. En particular, los pasaportes eran empleados para controlar y monitorizar el lugar de residencia a través de la propiska, una reglamentación diseñada para controlar el movimiento interno de la población ligando a una persona a su lugar de residencia permanente. Por ejemplo, una propiska válida era necesaria para cursar estudios superiores o recibir tratamiento médico, aunque estos servicios no estaban limitados a la ubicación registrada. Además del matrimonio con un residente de otra área, la educación universitaria era la forma más popular de circunvertir la propiska de uno y residir en cualquier otro lugar. Como solamente un reducido número de residencias eran propiedad privada, el tener una propiska en ciertas direcciones significaba que uno tenía el derecho de vivir allí.
Por ley, todos los residentes estaban obligados a registrar sus direcciones en el documento y de informar cualquier cambio relevante al oficial local del Ministerio del Interior.[cita requerida] Por ejemplo, los ciudadanos tenían que llevar fotografías suyas para su pasaporte, tomadas cuando se emitía el documento a la edad de 16 años, y nuevamente a los 25 y 45 años.[cita requerida]
Formalmente, los pasaportes no eran necesarios para viajar en los últimos años de la Unión Soviética. Los boletos de autobús, tren y avión se vendían sin nombre ni apellido, mientras que los documentos de identidad no eran necesarios para abordar autobuses y trenes (solamente fueron necesarios para abordar un avión a mediados de la década de 1970), excepto al viajar hacia y desde zonas fronterizas o ciudades cerradas. Sin embargo, los pasaportes eran necesarios para una propiska temporal en ciertas situaciones, como registrarse en un hotel o alquilar un albergue privado (no se aplicaban sellos en el documento).
Además, a fines de la década de 1980 e inicios de la década de 1990, los pasaportes internos soviéticos, acompañados por un folleto especial, eran válidos para viajar a la mayoría de países miembros del COMECON y a Yugoslavia como parte de un grupo turístico. El folleto funcionaba como el equivalente a una visa sellada en un pasaporte internacional; los países de destino no requerían visas de entrada en aquel entonces.

### Rusia
En 1992, los pasaportes y otros documentos de identidad con fotografía se hicieron necesarios para abordar un tren. Los boletos de tren empezaron a llevar los nombres y apellidos del pasajero, en un intento por combatir la reventa de boletos.
La disolución de la Unión Soviética planteó la necesidad de distinguir a los ciudadanos rusos de otros ciudadanos de la ex Unión Soviética.
El 9 de diciembre de 1992, se introdujeron hojas especiales que eran engrapadas en los pasaportes soviéticos, certificando que el portador del pasaporte era un ciudadano de Rusia. Estas hojas eran opcionales, a menos que se viajase a otras ex repúblicas soviéticas que continuaban aceptando pasaportes soviéticos; en otras ocasiones también se aceptaban diferentes pruebas de ciudadanía. La emisión de las hojas continuó hasta fines de 2002.
El 8 de julio de 1997, se introdujo el actual diseño del pasaporte internacional ruso. Al contrario de los pasaportes soviéticos, que tenían tres páginas para fotografías, los nuevos pasaportes solo tienen una. Este pasaporte se emite por primera vez a la edad de 14 años, siendo reemplazado a los 20 y 45 años. El texto del pasaporte está escrito en ruso. Los pasaportes emitidos por entidades autónomas pueden tener, a pedido del portador, una hoja adicional que duplica todos los datos en uno de los idiomas locales oficiales.
Se inició un cambio de pasaportes; la fecha límite fue fijada inicialmente a fines de 2001, pero se prolongó varias veces y finalmente fue fijada el 30 de junio de 2004. Al inicio el gobierno decretó que el hecho de no cambiar el pasaporte sería un delito. Sin embargo, la Corte Suprema dictaminó que los ciudadanos no pueden ser obligados a cambiar sus pasaportes. Los pasaportes soviéticos dejaron de ser documentos de identidad válidos desde mediados de 2004, pero todavía es legal (aunque poco práctico) tener uno.
La propiska fue formalmente abandonada al poco tiempo de adoptarse la actual Constitución de Rusia en 1993, siendo reemplazada por el "registro de residencia", que en un principio, era simplemente la notificación del lugar de residencia de una persona.
Sin embargo, bajo las nuevas regulaciones, los registros de residencia permanente son sellados en el pasaporte interno de los ciudadanos al igual que la propiska. Esto llevó a la errónea creencia que el "registro de residencia" solo era un nuevo nombre para la propiska; muchas personas lo siguen llamando propiska. Esta errónea creencia es reforzada en parte por el hecho que las reglas para el registro hacen que sea un proceso oneroso, que depende del consentimiento de los propietarios de un apartamento, lo cual evita que los inquilinos puedan registrarse.
Al contrario de la propiska, no es una ofensa el no tener registrada su residencia a menos que alguien resida en un albergue particular por más de 90 días. Desde un punto de vista práctico, el largo período dificulta demostrar que no se ha registrado la residencia e iniciar un proceso legal. De facto, los ciudadanos no tienen restricción sobre donde residen (con excepción de las ciudades cerradas o zonas fronterizas). Muchos derechos civiles todavía dependen del registro de residencia, tales como el derecho a votar.
En noviembre de 2010, el Servicio Federal de Migración anunció la posible cancelación de los pasaportes internos, que en caso de implementarse, serían reemplazados por tarjetas de identidad de plástico, o licencias de conducir. En 2012, el Ministerio de Telecomunicaciones anunció que en 2014 se introduciría una tarjeta de identidad de plástico y que cualquier ciudadano tendría derecho a rechazarla y conservar el pasaporte interno de diseño antiguo.

### Bielorrusia
En Bielorrusia, los pasaportes internos y externos fueron fusionados en un solo documento en 1991. Los pasaportes son los principales documentos de identidad para los ciudadanos de Bielorrusia tanto en su país como en el extranjero. Al cumplir 14 años, los ciudadanos bielorrusos deben tener un pasaporte; los pasaportes también pueden emitirse para que los menores de edad puedan viajar al extranjero. Los pasaportes tienen una validez de 10 años, sin importar la edad.
Además de las páginas para visados, una considerable cantidad de páginas de los pasaportes bielorrusos están designadas para registros "internos", tales como el lugar de residencia y matrimonio. Antes de 2005, los ciudadanos debían obtener un sello especial que le permitía al portador del pasaporte cruzar la frontera del Estado de la Unión, hasta que la Corte Constitucional dictaminó que esta práctica no era conforme a la Constitución.[cita requerida]
La combinación del documento de identidad con el pasaporte internacional causa importantes inconvenientes a los portadores, que no pueden certificar su identidad mientras sus pasaportes son procesados en consulados y embajadas para obtener visas. Un pasaporte también puede ser fácilmente anulado por un oficial de aduanas descuidado al aplicar un sello en una página reservada.